# العلاقات الأوزبكستانية الليسوتوية
العلاقات الأوزبكستانية الليسوتوية هي العلاقات الثنائية التي تجمع بين أوزبكستان وليسوتو.

## مقارنة بين البلدين
هذه مقارنة عامة ومرجعية للدولتين:
| وجه المقارنة                                              | أوزبكستان       | ليسوتو                      |
| --------------------------------------------------------- | --------------- | --------------------------- |
| المساحة (كم2)                                             | 448.98 ألف      | 32.96 ألف                   |
| عدد السكان (نسمة)                                         | 32.39 مليون     | 2.23 مليون                  |
| الكثافة السكانية (ن./كم²)                                 | 72.14           | 67.66                       |
| العاصمة                                                   | طشقند           | ماسيرو                      |
| اللغة الرسمية                                             | اللغة الأوزبكية | لغة إنجليزية، اللغة السوتية |
| العملة                                                    | سوم أوزبكستاني  | لوتي ليسوتو                 |
| الناتج المحلي الإجمالي (بليون دولار)                      | 48.72 مليار     | 2.64 مليار                  |
| الناتج المحلي الإجمالي (تعادل القوة الشرائية) بليون دولار | 190.50 مليار    | 6.30 مليار                  |
| الناتج المحلي الإجمالي الاسمي للفرد دولار أمريكي          | 2.13 ألف        | 1.07 ألف                    |
| الناتج المحلي الإجمالي للفرد دولار أمريكي                 | 5.57 ألف        | 2.64 ألف                    |
| مؤشر التنمية البشرية                                      | 0.675           | 0.497                       |
| رمز المكالمات الدولي                                      | +998            | +266                        |
| رمز الإنترنت                                              | .uz             | .ls                         |
| المنطقة الزمنية                                           | ت ع م+05:00     | ت ع م+02:00                 |

## منظمات دولية مشتركة
يشترك البلدان في عضوية مجموعة من المنظمات الدولية، منها:
| علم المنظمة | اسم المنظمة                               | تاريخ انضمام أوزبكستان | تاريخ انضمام ليسوتو |
| ----------- | ----------------------------------------- | ---------------------- | ------------------- |
|             | مؤسسة التنمية الدولية                     | 24 سبتمبر 1992         | 19 سبتمبر 1968      |
|             | يونسكو                                    | 26 أكتوبر 1993         | 29 سبتمبر 1967      |
|             | وكالة ضمان الاستثمار متعدد الأطراف        | 4 نوفمبر 1993          | 12 أبريل 1988       |
|             | الأمم المتحدة                             | 2 مارس 1992            | 17 أكتوبر 1966      |
|             | الاتحاد البريدي العالمي                   | ?                      | ?                   |
|             | البنك الدولي للإنشاء والتعمير             | 21 سبتمبر 1992         | 25 يوليو 1968       |
|             | الاتحاد الدولي للاتصالات                  | 10 يوليو 1992          | 26 مايو 1967        |
|             | منظمة حظر الأسلحة الكيميائية              | ?                      | ?                   |
|             | مؤسسة التمويل الدولية                     | 30 سبتمبر 1993         | 29 سبتمبر 1972      |
|             | المركز الدولي لتسوية المنازعات الاستشارية | 25 أغسطس 1995          | 7 أغسطس 1969        |
|             | منظمة الشرطة الجنائية الدولية             | ?                      | ?                   |

## وصلات خارجية
- موقع وزارة الخارجية الأوزبكستانية
- موقع وزارة الخارجية الليسوتوية